# Phare de Sunosaki
Le phare de Sunosaki (洲崎灯台, Sunosaki tōdai) est un phare japonais situé au cap Sunosaki près de la ville de Tateyama dans la préfecture de Chiba au Japon.
De forme cylindrique, il est en service depuis 1919 et a une hauteur de 18,5 m et une portée de 18,5 km.